# Aussegnungshalle (Ostenfriedhof Eichstätt)
Die Aussegnungshalle auf dem Ostenfriedhof Eichstätt ist unter Aktennummer D-1-76-123-78 in der Denkmalliste Bayern eingetragen.

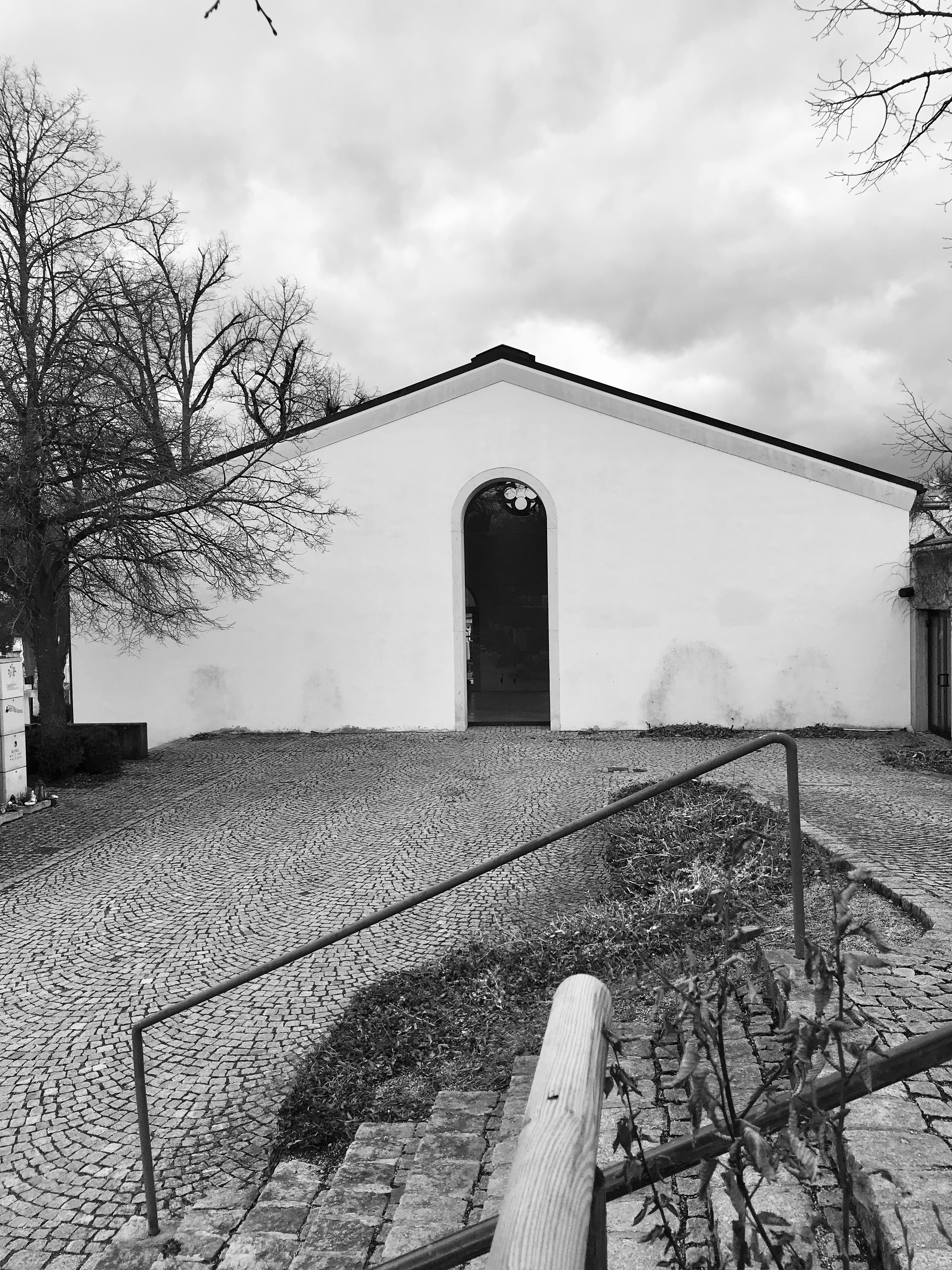
Ostfassade

## Geschichte & Architektur

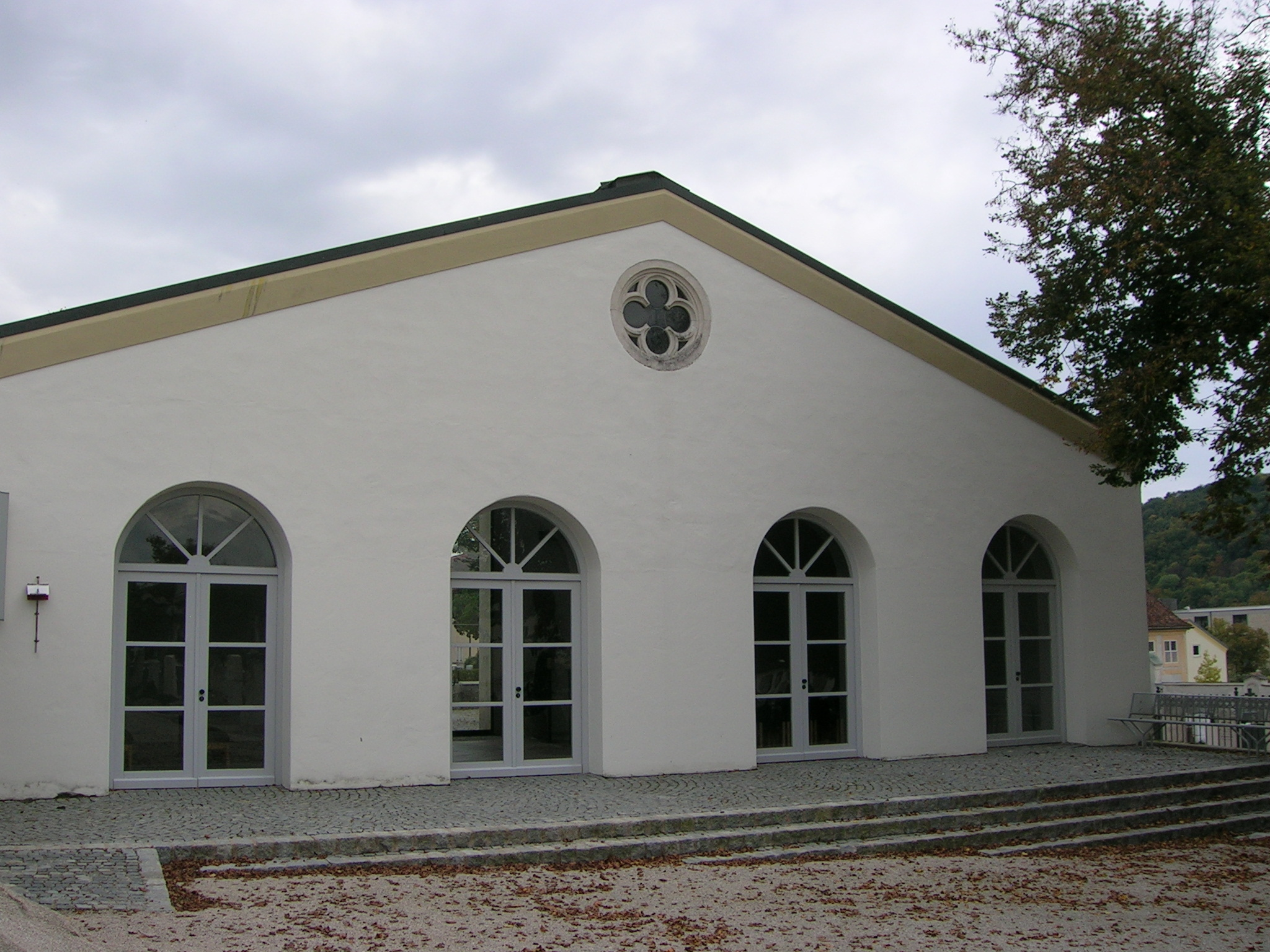
Westfassade

Die Aussegnungshalle wurde 1886 oder 1893 errichtet. Dieses neuromanische Friedhofsgebäude war zum Abbruch freigegeben und wurde von Stadtbaumeister Jakob Semler umgebaut und somit erhalten. Neben dem Umbau zur Aussegnungshalle entstand ein Erweiterungsbau mit Aufbahrungszellen, Kühlung und einer Wohnung. Der zwischen 1976 und 1977 errichtete Erweiterungsbau wird in die Friedhofsmauer einverleibt und ist so nicht erkennbar. Der Münchner Bauingenieur Kurt Stepan zeichnete verantwortlich für die Statik der Bauten.

## Baudenkmal
Die Aussegnungshalle steht unter Denkmalschutz und ist im Denkmalatlas des Bayerischen Landesamtes für Denkmalpflege und in der Liste der Baudenkmäler in Eichstätt eingetragen.